# 혼마치역
혼마치역(일본어: 本町駅, ほんまちえき)은 오사카부 오사카시 주오구에 있는 철도역이다.

## 이용 가능 철도 노선
- 오사카시 고속 전기궤도
  -  미도스지 선(M18)
  -  주오 선(C16)
  -  요쓰바시 선(Y13)

## 역 구조
미도스지 선과 주오 선은 섬식 승강장 1면 2선, 요쓰바시 선 상대식 승강장 2면 2선 지하역이다.

### 타는 곳

#### 미도스지선
| 1 | 미도스지 선 | 난바·덴노지·나카모즈 방면                |
| 2 | 미도스지 선 | 우메다·신오사카·에사카·미노오카야노 방면 |

#### 주오선
| 1 | 주오 선 | 나가타·이코마·갓켄나라토미가오카 방면 |
| 2 | 주오 선 | 벤텐초·오사카코·유메시마 방면         |

#### 요쓰바시선
| 1 | 요쓰바시 선 | 난바·다이코쿠초·하나조노초·스미노에코엔 방면 |
| 2 | 요쓰바시 선 | 히고바시·니시우메다 방면                     |

### 화장실
화장실은 북남, 중서, 동쪽 개찰구와 요쓰바시선 각 승강장에 있다.

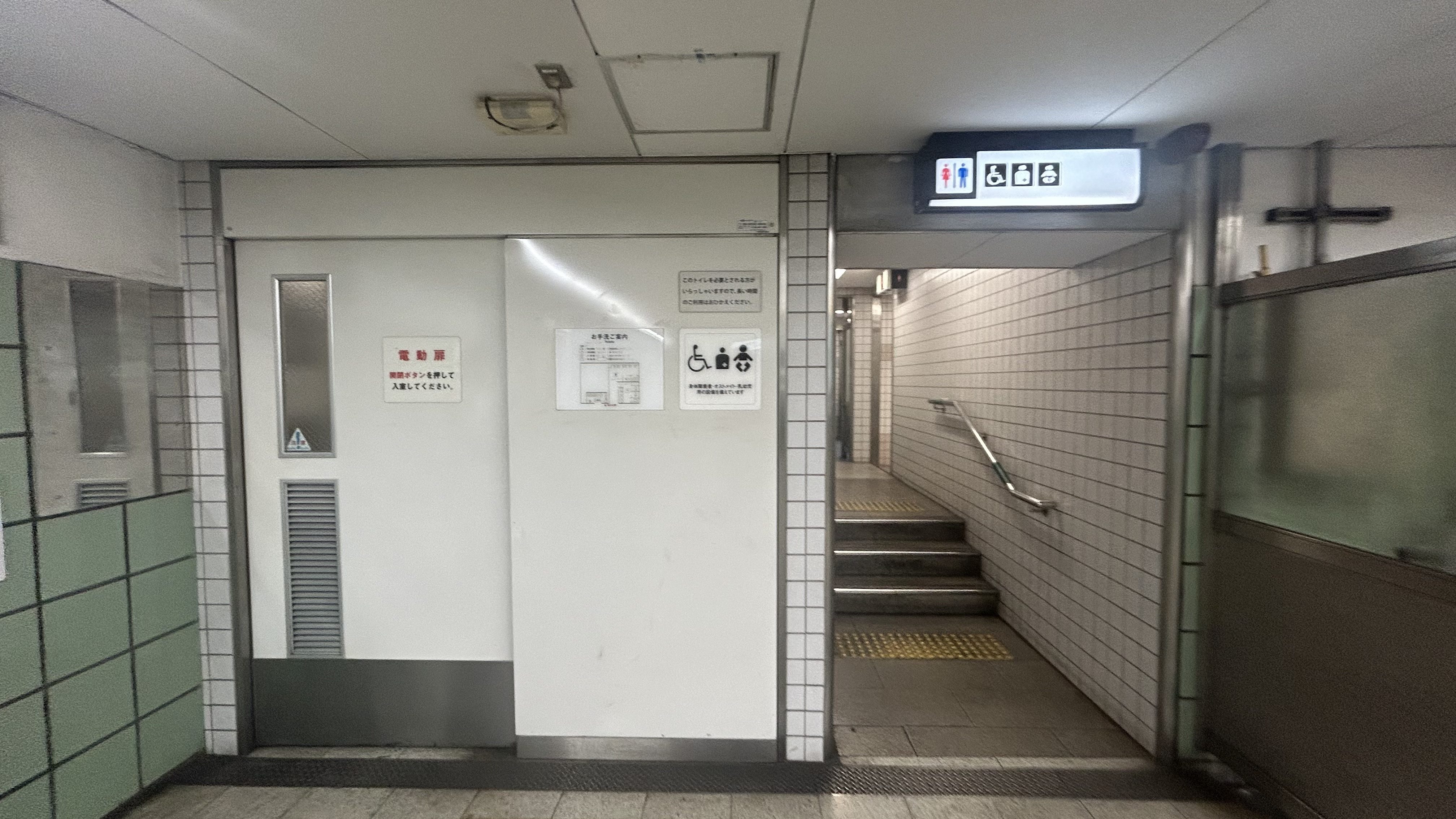
북남 개찰구 내 화장실
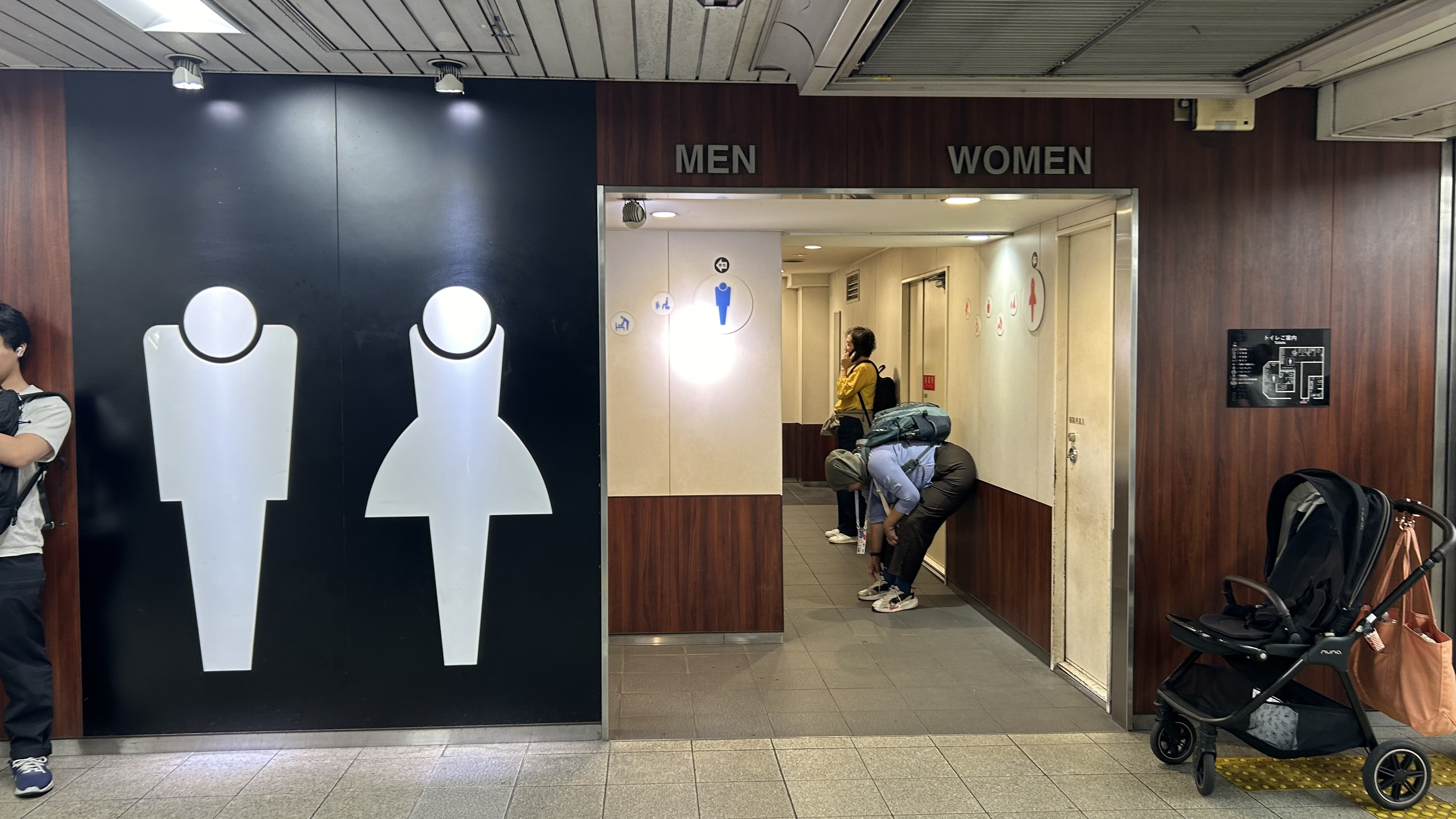
중서 개찰구 내 화장실
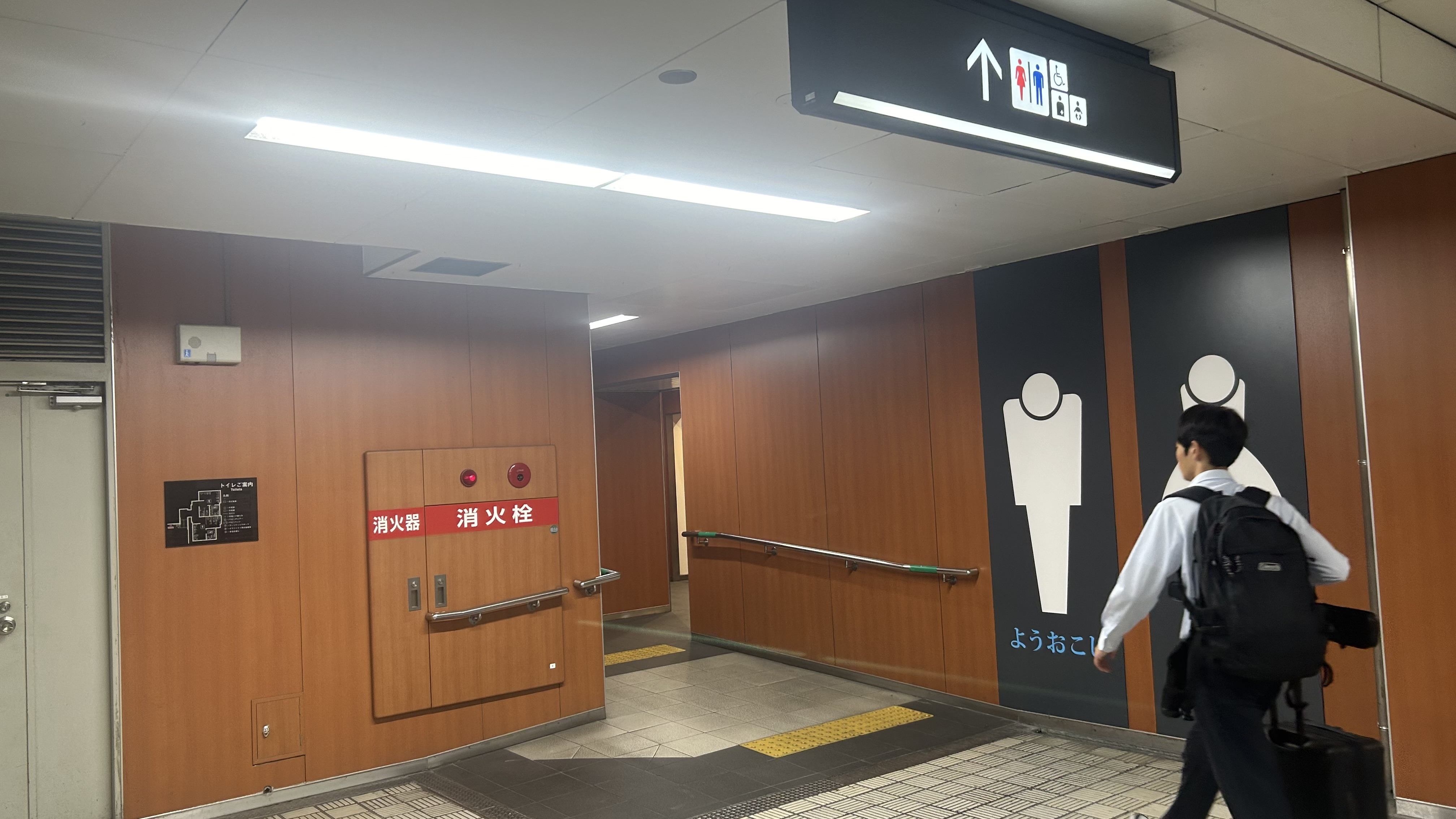
동쪽 개찰구 내 화장실
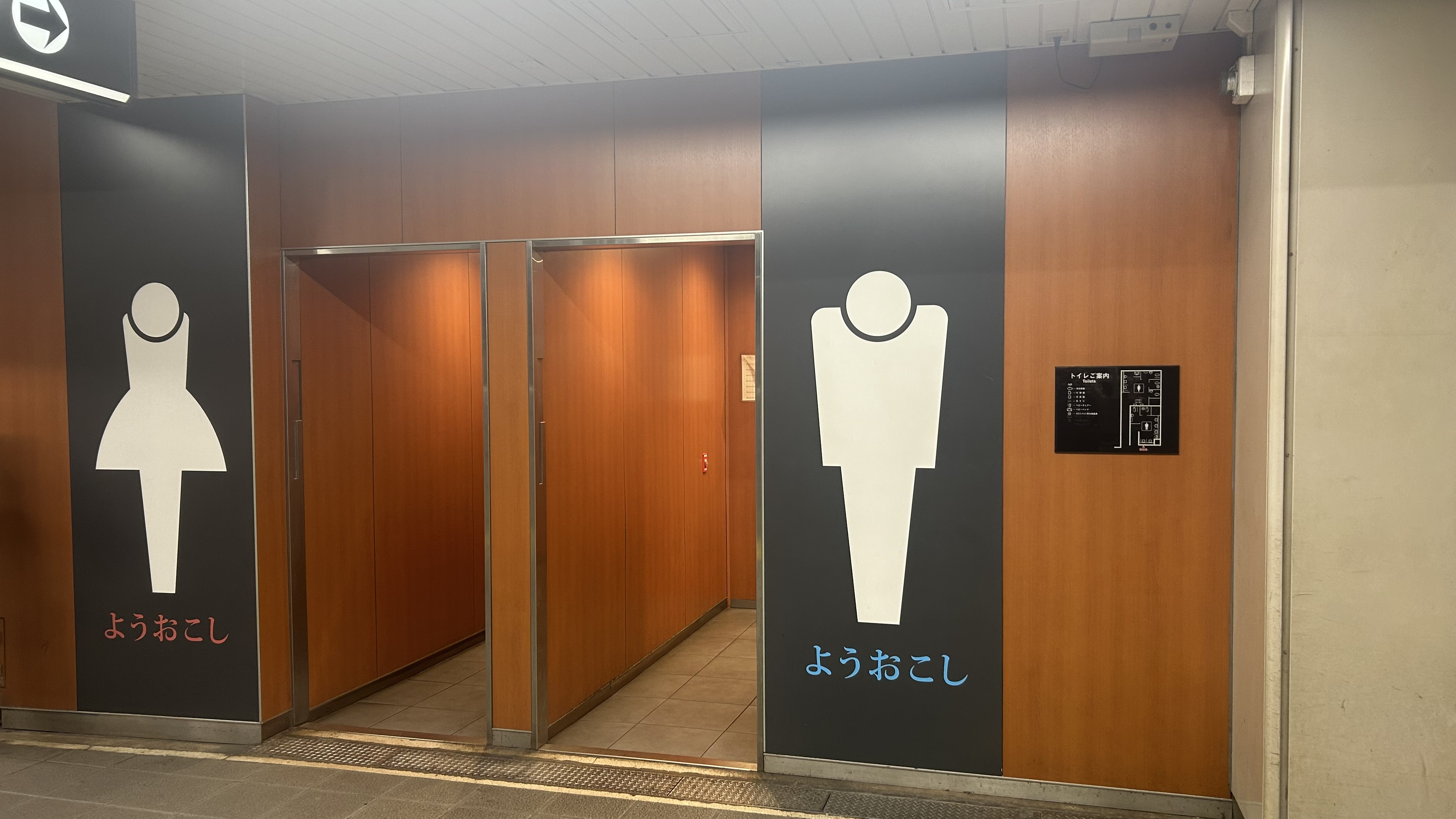
요쓰바시선 1번선 승강장 화장실
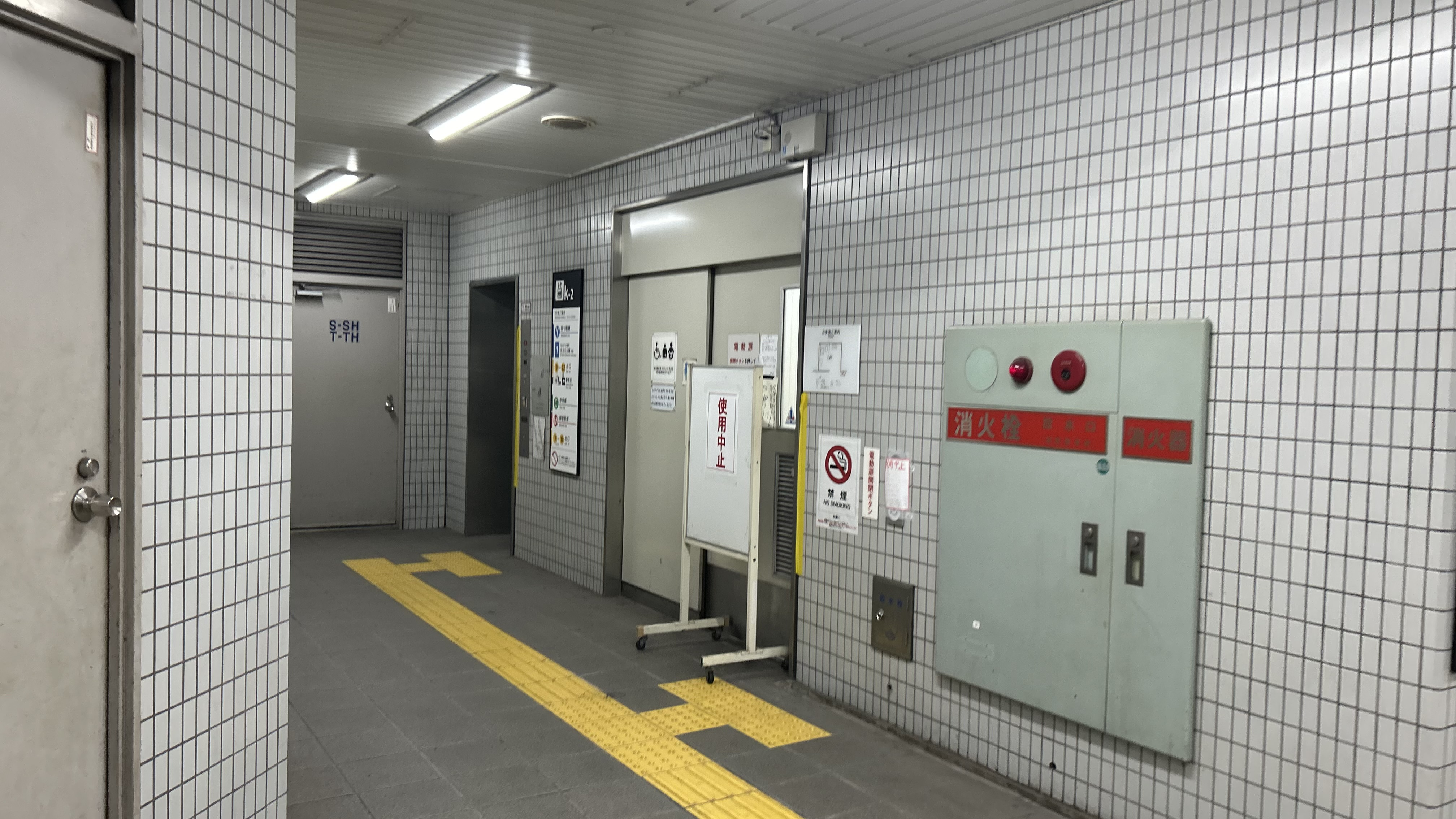
요쓰바시선 2번선 승강장 화장실

### 출입구

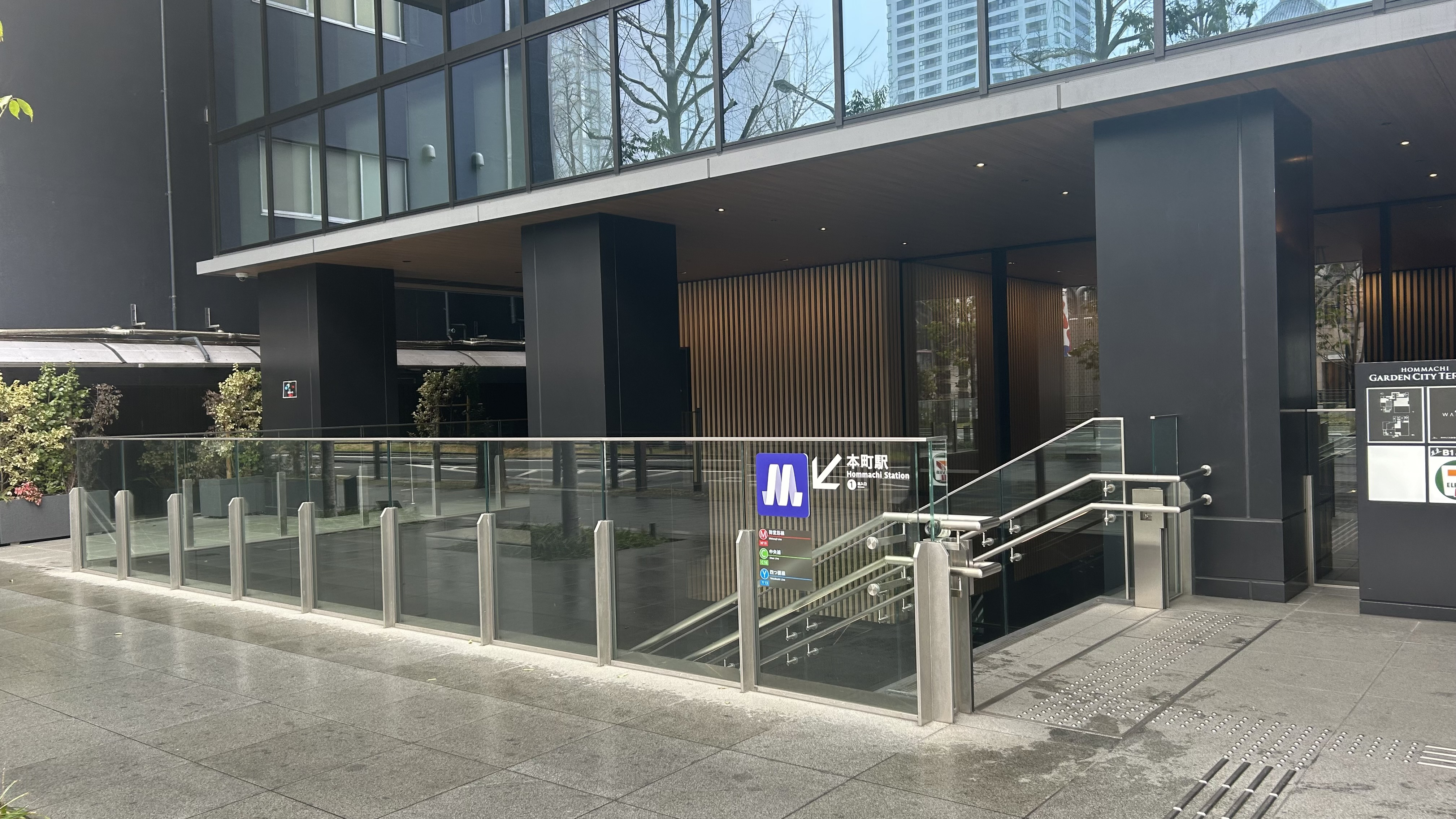
1번 출입구
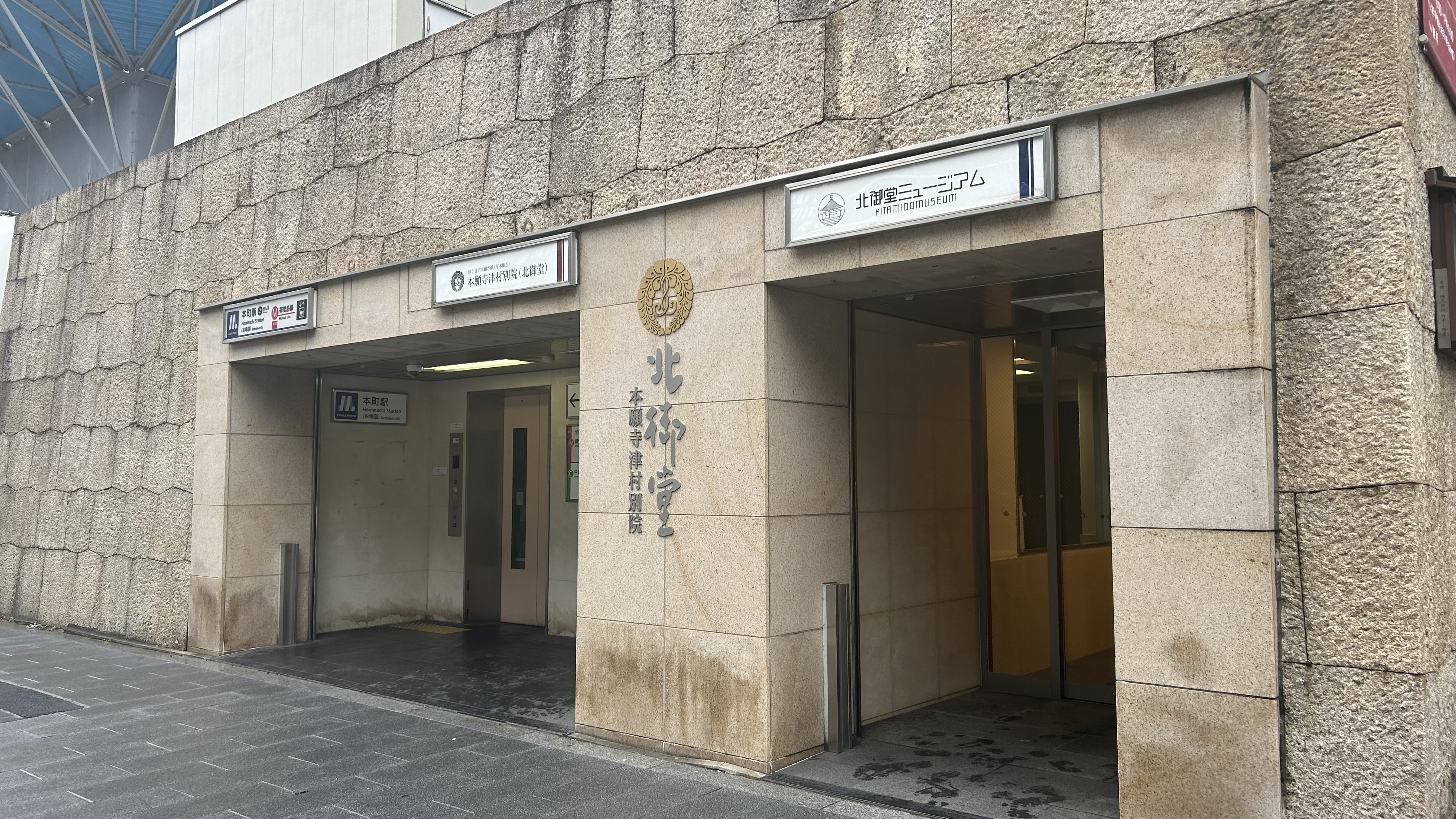
2번 출입구
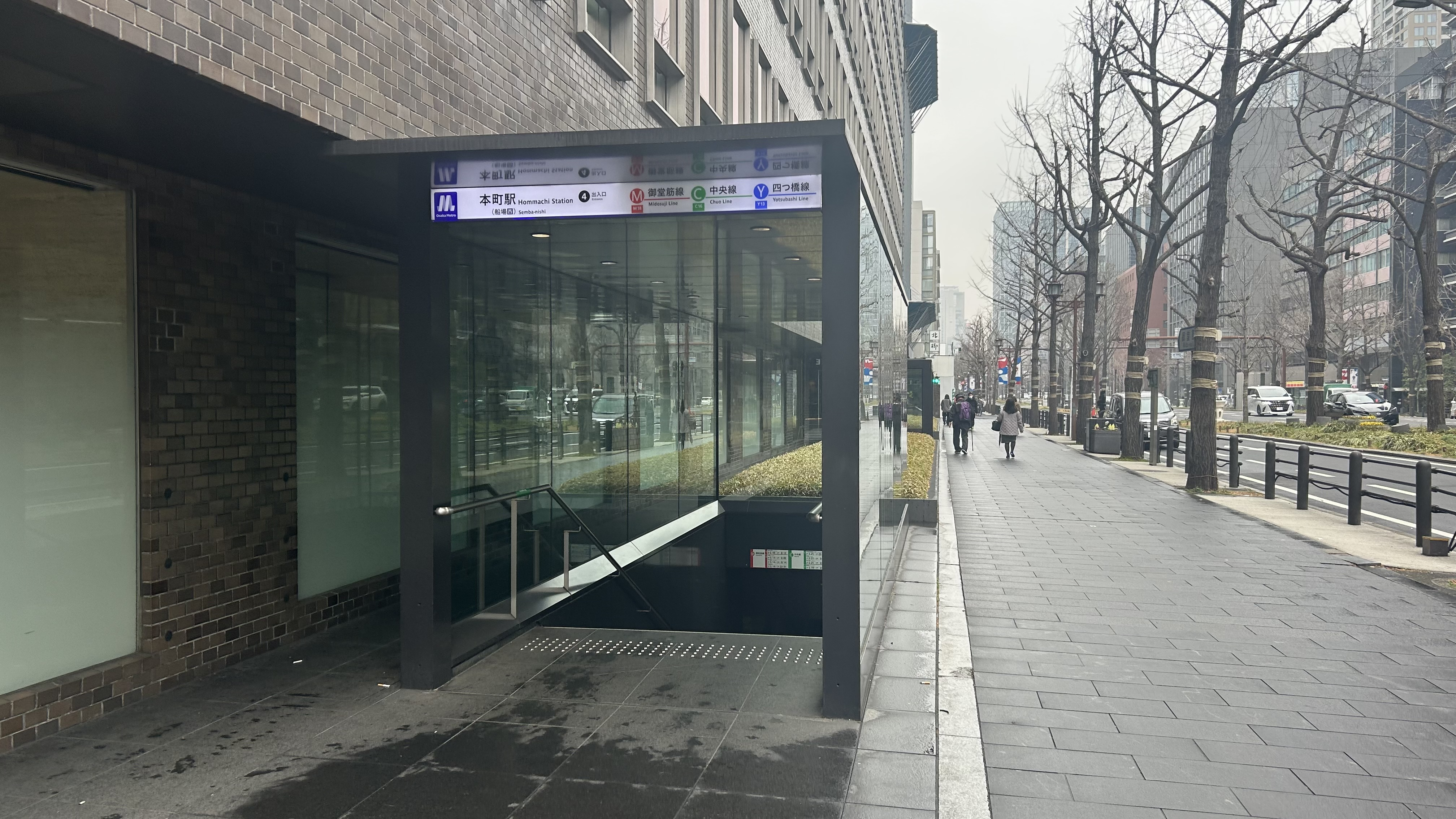
4번 출입구
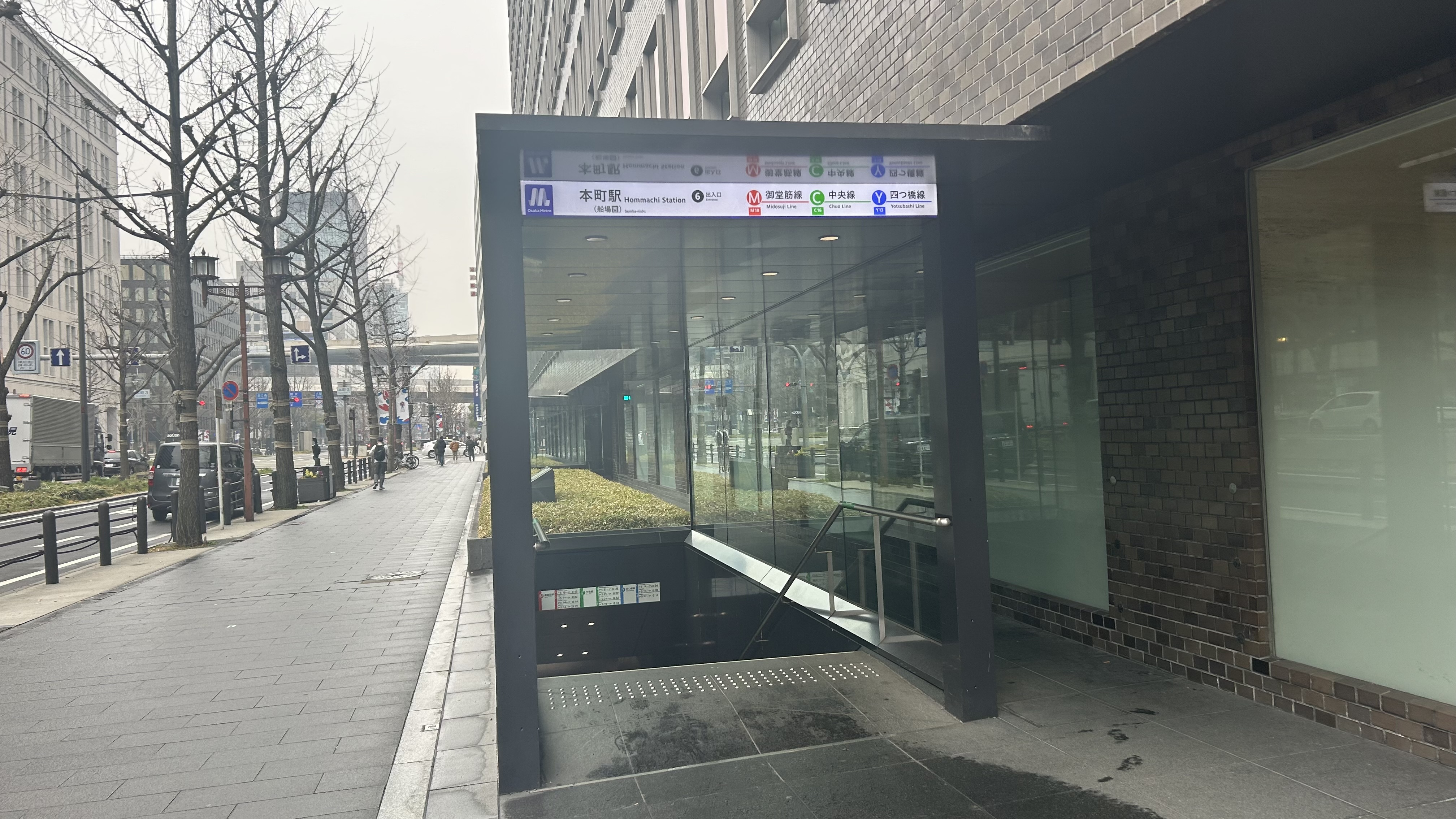
6번 출입구
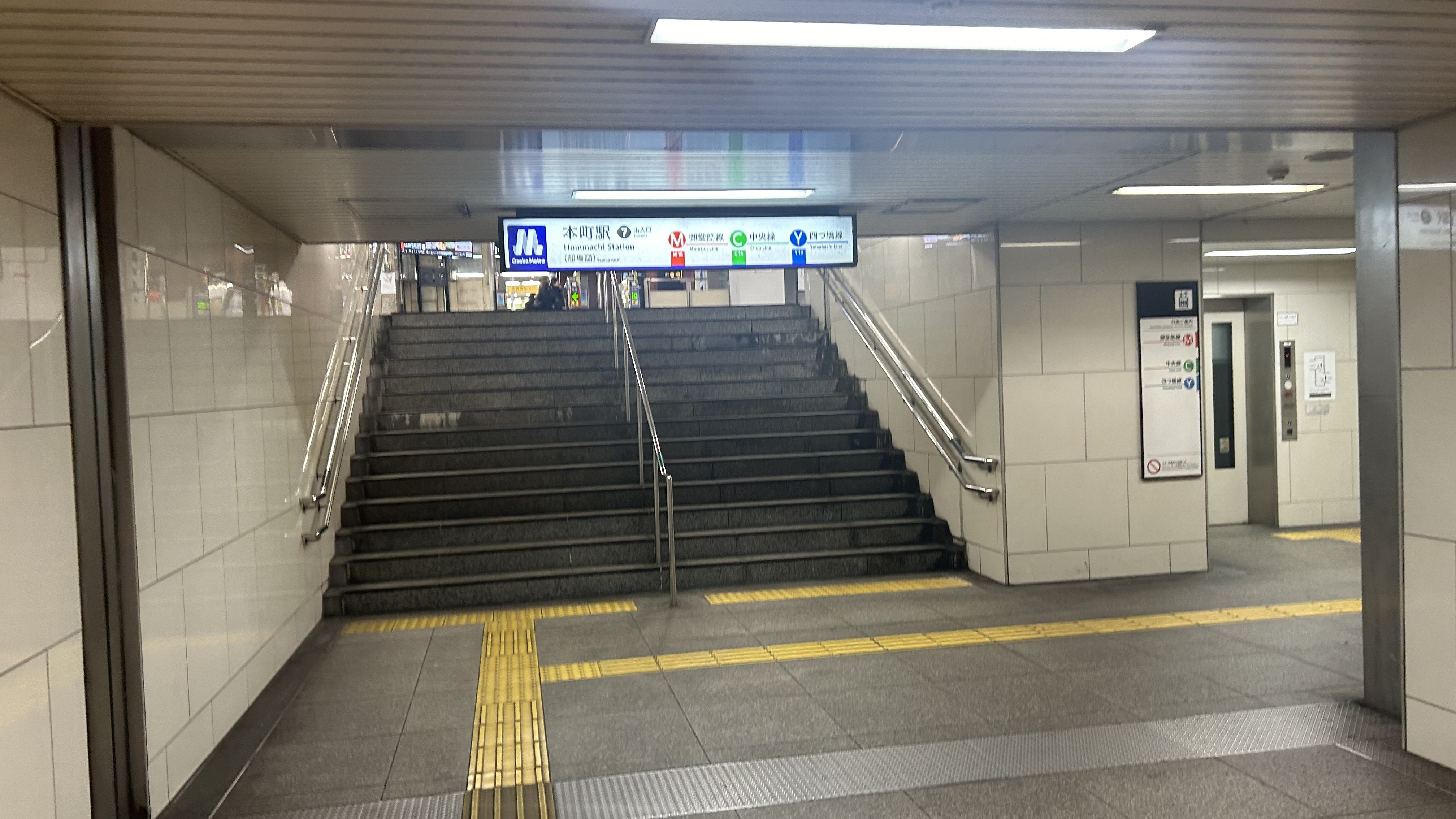
7번 출입구
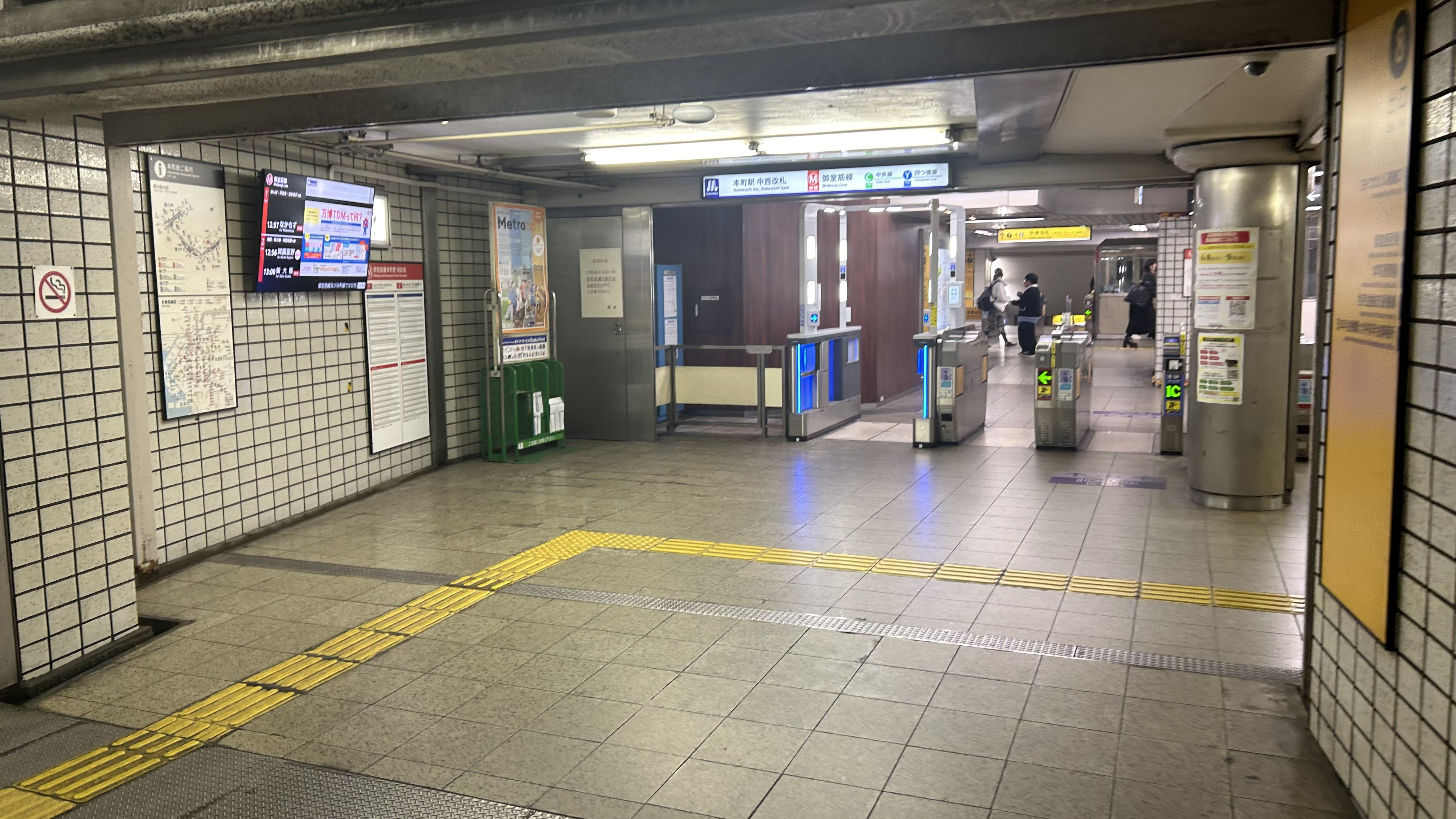
8번 출입구

| 출구 번호 | 출구 주변                                     | 연결 개찰구             | 가장 가까운 노선  | 비고                                     |
| --------- | --------------------------------------------- | ----------------------- | ----------------- | ---------------------------------------- |
| 1         | 미도스지 아즈치마치 빌딩 연결통로             | 북북 개찰구             | 미도스지선        |                                          |
| 2         | 제2 유라쿠 빌딩 연결통로                      | 북북 개찰구             | 미도스지선        | 2026년 7월말까지 폐쇄, 엘리베이터만 개방 |
| 3         | 미도스지 혼마치 빌딩 연결통로                 | 북중 개찰구 남북 개찰구 | 미도스지선        | 엘리베이터 있음                          |
| 4         | 미도 빌딩 연결통로                            | 북중 개찰구 남북 개찰구 | 미도스지선        |                                          |
| 5         | 미도 빌딩 연결통로                            | 북중 개찰구 남북 개찰구 | 미도스지선        |                                          |
| 6         | 미도 빌딩 연결통로                            | 북중 개찰구 남북 개찰구 | 미도스지선        |                                          |
| 7         | 혼마치 가든시티 연결통로                      | 중동 개찰구             | 미도스지선        | 엘리베이터 있음                          |
| 8         | 요도코 빌딩 연결통로                          | 중서 개찰구             | 미도스지선        |                                          |
| 9         | 이토 빌딩 연결통로                            | 남쪽 개찰구             | 미도스지선 주오선 |                                          |
| 10        | 센바 센터빌딩(9-1호관) 연결통로               | 남쪽 개찰구             | 미도스지선 주오선 |                                          |
| 11        | 센바 센터빌딩(9-1호관) 연결통로               | 동쪽 개찰구             | 주오선            |                                          |
| 12        | DIC 빌딩 연결통로                             | 동쪽 개찰구             | 주오선            |                                          |
| 13        | 난바 신사                                     | 동쪽 개찰구             | 주오선            |                                          |
| 14        | 오사카 센터빌딩 연결통로                      | 동쪽 개찰구             | 주오선            |                                          |
| 15        | 도키 신사・이카스리 신사                      | 동쪽 개찰구             | 주오선            |                                          |
| 16        | 센바 센터빌딩(10호관) 연결통로                | 동쪽 개찰구             | 주오선            |                                          |
| 17        |                                               | 동쪽 개찰구             | 주오선            |                                          |
| 18        | 혼마치 에이와 빌딩 연결통로                   | 동쪽 개찰구             | 주오선            | 엘리베이터 있음                          |
| 19        | 오릭스 혼마치 빌딩                            | 남동쪽 개찰구           | 주오선 요쓰바시선 |                                          |
| 20        | 오릭스 혼마치 빌딩                            | 남동쪽 개찰구           | 주오선 요쓰바시선 | 엘리베이터 있음                          |
| 21        | 도키 신사                                     | 남동쪽 개찰구           | 주오선 요쓰바시선 |                                          |
| 22        |                                               | 남동쪽 개찰구           | 주오선 요쓰바시선 |                                          |
| 23        |                                               | 남서쪽 개찰구           | 요쓰바시선        | 엘리베이터 있음                          |
| 24        |                                               | 남서쪽 개찰구           | 요쓰바시선        |                                          |
| 25        |                                               | 북동쪽 개찰구           | 요쓰바시선        |                                          |
| 26        |                                               | 북동쪽 개찰구           | 요쓰바시선        | 엘리베이터 있음                          |
| 27        |                                               | 북서쪽 개찰구           | 요쓰바시선        |                                          |
| 28        | 우쓰보 공원・전국 건강보험협회・과학기술 센터 | 북서쪽 개찰구           | 요쓰바시선        | 엘리베이터 있음                          |

- 1번 출입구
- 2번 출입구
- 4번 출입구
- 6번 출입구
- 7번 출입구
- 8번 출입구

## 이용 현황
2016년 11월 8일의 1일 승하차 인원은 217,760명(승차 인원: 108,719명, 하차 인원: 109,041명)이다.
- 미도스지 선의 역에서는 우메다 역, 난바 역, 덴노지 역, 요도야바시 역에 이어 5위이다.
- 요쓰바시 선의 역에서는 난바 역에 이어 하차 인원 2위이다.
- 주오 선의 역에서는 승하차 인원이 가장 많다.

| 연도   | 조사일    | 승차 인원 | 하차 인원 | 총 승하차 인원 |
| ------ | --------- | --------- | --------- | -------------- |
| 2007년 | 11월 13일 | 114,344   | 118,724   | 233,068        |
| 2008년 | 11월 11일 | 111,864   | 115,471   | 227,335        |
| 2009년 | 11월 10일 | 110,654   | 111,414   | 222,068        |
| 2010년 | 11월 9일  | 102,876   | 106,441   | 209,317        |
| 2011년 | 11월 8일  | 100,941   | 104,809   | 205,750        |
| 2012년 | 11월 13일 | 104,905   | 106,584   | 211,489        |
| 2013년 | 11월 19일 | 104,433   | 107,697   | 212,130        |
| 2014년 | 11월 11일 | 105,564   | 108,276   | 213,840        |
| 2015년 | 11월 17일 | 108,656   | 108,854   | 217,510        |
| 2016년 | 11월 8일  | 108,719   | 109,041   | 217,760        |

## 역 주변
- 센바 센터 빌딩
- 우쓰보 공원
- 아이뎀 오사카 본사
- 파크호텔임해
- 한신고속도로 주식회사 본사
- 오사카 과학 기술관
- 기타미도스지
- 미나미미도스지
- 다케나카 공무서 본사·지점
- 마루베니 본사
- 일본유통산업 주식회사
- 스미킨물산 본사
- 오사카 후생 연금 회관
- 도쿄센트리리스 오사카 영업소
- 간사이 전력
- 요코하마은행 오사카 지점
- 군마은행 오사카 지점
- 지바은행 오사카 지점
- 메이덴사 간사이 지사

## 역사
- 1933년 5월 20일: 미도스지 선 우메다 ~ 신사이바시 간 개통으로, 영업 개시.
- 1964년 10월 31일: 주오 선 벤텐초 ~ 혼마치 간 연장 개통. 당시 종착역이었고, 미도스지 선 개찰구와 연결됨.
- 1965년 10월 1일: 요쓰바시 선 니시우메다 ~ 다이코쿠초 간 연장 개통, 시나노바시역으로 개업.
- 1969년 7월 1일: 주오 선 혼마치 역의 본역 완성에 의해 미도스지 선과 주오 선의 개찰구 외 연락이 해소. 동시에 요쓰바시 선의 시나노바시 역이 혼마치 역으로 개칭해 환승역이 되어, 3노선의 종합역이 됨.
- 1969년 12월 6일: 주오 선이 당역에서 다니마치 4초메 역까지 연장되어 후카에바시 역까지 직결, 중간역이 됨.

## 사진

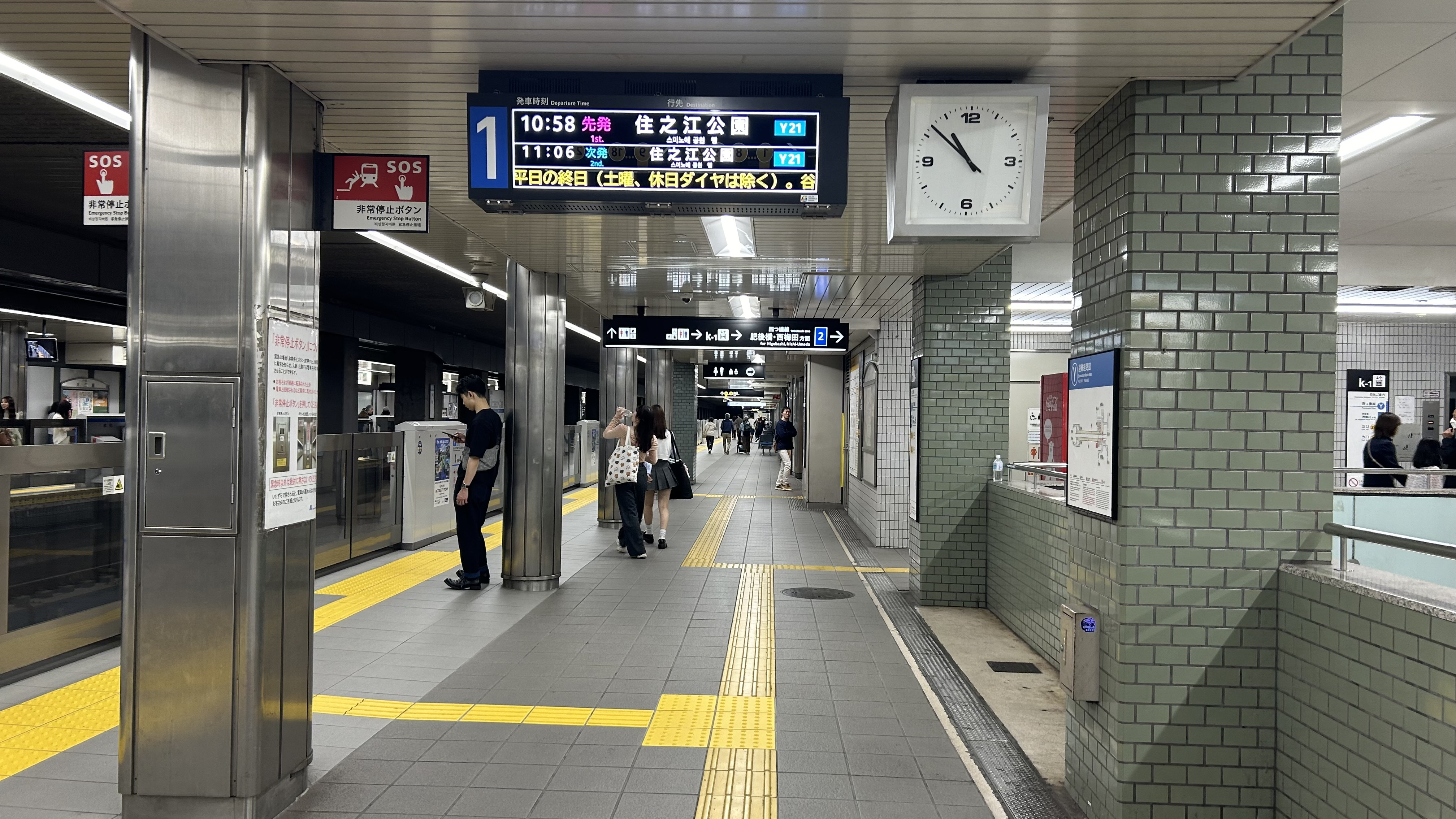
요쓰바시 선 승강장

## 인접역
| ■ 오사카 메트로 미도스지선   | ■ 오사카 메트로 미도스지선 | ■ 오사카 메트로 미도스지선       |
| ---------------------------- | -------------------------- | -------------------------------- |
| M17 요도야바시 에사카 방면   |                            | 신사이바시 M19 나카모즈 방면     |
| ■ 오사카 메트로 주오선       |                            |                                  |
| C15 아와자 유메시마 방면     |                            | 사카이스지혼마치 C17 나가타 방면 |
| ■ 오사카 메트로 요쓰바시선   |                            |                                  |
| Y12 히고바시 니시우메다 방면 |                            | 요쓰바시 Y14 스미노에코엔 방면   |

1. ↑  2번선은 다용도 전용
2. ↑  “本町 (御堂筋線)｜Osaka Metro”. 《Osaka Metro》 (일본어). 2025년 2월 15일에 확인함.
3. ↑  “本町 (四つ橋線)｜Osaka Metro”. 《Osaka Metro》 (일본어). 2025년 2월 15일에 확인함.
4. ↑  “本町 (中央線)｜Osaka Metro”. 《Osaka Metro》 (일본어). 2025년 2월 15일에 확인함.